# ウラジーミル・ポロンスキー
ウラジーミル・イヴァノヴィチ・ポロンスキー（ロシア語: Владимир Иванович Полонский, ラテン文字転写: Vladimir Ivanovich Polonskii、1893年6月17日 - 1937年10月30日）は、ロシアの革命家・ソビエト連邦の政治家。

## 生涯
1893年6月17日（ユリウス暦5日）、ロシア帝国トボリスク県トボリスクの中産階級に生まれたロシア人。1908年から船員として、1912年からサンクトペテルブルクで電気技師として働き、同年にはボリシェヴィキ党員となった。1913年にはサンクトペテルブルク金属労組中央局メンバーとして党活動に従事したが、1914年には逮捕され、翌1915年に故郷トボリスク県に追放された。
1917年3月の二月革命からはモスクワ金属労組中央局書記となり、十月革命の際はモスクワ軍事革命委員会およびアレクサンドル鉄道 (ru) 軍事革命委員会メンバーや、モスクワ県人民経済会議局員として活動した。翌1918年7月からはヴィテプスク支隊で、8月21日から9月21日までは西部戦線第1スモレンスク歩兵師団で、10月からは南部戦線軍事通信部で軍事委員として活動し、翌1919年5月からは全ロシア労組中央会議南局責任教官、9月からは南東鉄道軍事委員、11月からは翌1920年3月までは全ロシア鉱山労働者会議組織局議長を務めた。1920年には全露労組中央会議南局議長、鉱山労働者会議中央委書記および組織局議長でもあった。翌1921年から1924年まではニジニ・ノヴゴロド県労組会議議長、1924年から翌1925年までは全連邦労組中央会議組織部部長を務め、1925年から1928年まではモスクワでボリシェヴィキ・ロゴシュカ (ru)・シモノフスコエ地区 (ru) 委責任書記も務めた。
1927年12月19日から1937年6月25日までは党中央委員候補であった。1928年から翌1929年9月までは党モスクワ県委組織・指導部部長および書記局員を務め、同月18日から翌1930年1月9日まではモスクワ州委第二書記を務めた。同月から8月まで全連邦労組中央会議書記を務めた後、8月から1933年2月まではアゼルバイジャン共産党中央委第一書記を務めた。同時に1930年11月19日から1931年10月31日まで全連邦共産党ザカフカース地方委第二書記を、同日から1933年まで第三書記を務めた。1933年1月から8月まで党中央委組織・指導部部長を務め、同年7月31日から1935年3月まではソビエト連邦運輸人民委員部 (ru) 政治局局長および第一副人民委員でもあった。
1935年3月4日から1937年4月まで再び全連邦労組中央会議書記を務め、同月5日から6月まで連邦通信副人民委員に就いた。第11回 (ru) から第17回までの党大会に出席し、連邦中央執行委メンバーや労働赤旗勲章受章者ともなったが、1937年6月22日に逮捕された。反革命組織への参加およびテロ行為予備を理由として10月29日に連邦最高裁軍事参議会によって死刑判決を下され、翌30日に処刑された。その後は新ドン墓地に葬られていたが、1956年1月に名誉回復がなされた。